# Kamikaze spațiali
Kamikaze spațiali (titlu original Traque-la-mort) este un roman science-fiction fantasy horror de Serge Brussolo. A apărut prima oară în octombrie 1982 la editura JC Lattès.

## Povestea
Acțiunea romanului are loc pe planeta Almoha scăldată de lumina albastră a stelei Uta din Constelația Orbului. Planeta a fost colonizată de pământeni, dar aici locuiește o altă specie umanoidă, denumită Prădătorii, adaptată condițiilor planetei, dar a căror memorie a fost ștearsă. Vegetația luxuriantă și peisajul conține din abundență o substanță denumită nitrolyna - inofensivă pentru oameni dar care explodează în momentul în care un Prădător își pierde controlul emoțiilor. Coloniștii tereștrii încep vânătoarea pentru a extermina complet Prădătorii pentru a scăpa de pericolul exploziilor care au distrus numeroase orașe miniere și au ucis mii de oameni. Lona (o prădătoare) și Lisiah (un vânător terestru) sunt personajele principale ale cărții.

## Traduceri în limba română
- Kamikaze spațiali, Editura Antet XX Press, 1996. 144 pagini. Traducere de Mihnea Columbeanu